# Les Justicières de la nuit

Les Justicières de la nuit (Putzfrau Undercover) est un téléfilm allemand réalisé par Ralf Huettner, et diffusé en 2008.

## Synopsis
Alors qu'elle est sur le point d'être nommé associé d'un grand cabinet d'avocat , Maja est licencié pour faute grave. Brisée par cette accusation lancée a tort , Maja relève la tête et décide de mener sa propre enquête pour réparer cette injustice . elle se fait alors engager dans la brigade de femmes de ménage de son entreprise pour jouer les espionnes ...

## Fiche technique
- Titre allemand : Putzfrau Undercover
- Titre français : Les Justicières de la nuit
- Réalisation : Ralf Huettner
- Scénario : Lilian Thoma, Péter Palátsik et Ilja Haller
- Photographie : Hannes Hubach
- Durée : 125 min

## Distribution
- Julia Koschitz (VF : Stéphanie Hédin) : Docteur Maja Berger
- Alexander Beyer (VF : Julien Sibre) : Docteur Jan Beckmann
- Katy Karrenbauer : Petra Borchert
- Oliver Mommsen (VF : Antoine Doignon) : Docteur Alexander Gronert
- Martina Hill (VF : Céline Melloul) : Saskia
- Anna Böttcher (VF : Caroline Jacquin) : Anke Schmidt
- Dietrich Hollinderbäumer (VF : Jean Roche) : Eckhard Windthorst
- Gina-Lisa Lohfink : Michaela
- Ursela Monn : Frau Windhorst
- Oliver Stritzel (VF : Éric Etcheverry) : Herr Schneider
- Magdalena Boczarska (VF : Marie Giraudon) : Irina
- Caroline Maria Frier (VF : Valérie Nosrée) : Nicky
- Gudrun Gundelach : Majas Mutter

Source et légende : Version française (VF) selon le carton du doublage français télévisuel.